# Levka (distrikt i Bulgarien)
Levka (bulgariska: Левка) är ett distrikt i Bulgarien.   Det ligger i kommunen Obsjtina Svilengrad och regionen Chaskovo, i den sydöstra delen av landet, 260 km öster om huvudstaden Sofia.
Trakten runt Levka består till största delen av jordbruksmark. Runt Levka är det ganska glesbefolkat, med 34 invånare per kvadratkilometer.